# 八海事件
八海事件（やかいじけん）とは、1951年（昭和26年）1月24日に山口県熊毛郡麻郷村（おごうそん、現・田布施町）八海（やかい）で発生した強盗殺人事件。
二度の差し戻しを経て、1968年（昭和43年）の最高裁判決で被告人5人のうち、犯人が共犯者として名指しし逮捕された4人が無罪となった。
1956年（昭和31年）には本件を扱った映画『真昼の暗黒』が制作された。

## 事件・捜査の概要
1951年1月24日深夜、山口県熊毛郡麻郷村八海で瓦製造業を営む夫婦（ともに当時64歳）が殺害され金銭が奪われる事件が発生した。夫は刃物で頭部をめった打ちにされ、胸を鈍器で殴られて殺害され、妻は鼻と口を塞がれて窒息させられた後、鴨居から首を吊った状態で発見された。
警察の捜査の結果、窃盗の前科があって金に困っており、被害者夫婦とも面識があった経木製造業者の男X（当時22歳）が26日に逮捕された。Xが着ていたジャンパーには被害者夫と同じB型の血液型が付着していたことや（Xの血液型はO型）、事件後にXがタクシーや遊郭で使った十円札と続き番号の十円札が被害者宅に残されていたこと等の物証が存在した。Xは同日の調べに対し、自分1人で夫婦を殺害し金を奪い、さらに犯行を夫婦喧嘩に見せかけるために現場を偽装したと供述、単独での犯行を主張した。
しかし警察は現場の偽装工作が単独犯ではなく複数犯の仕業であると推定し、共犯者に関する供述を引き出すため拷問を加えた。一方のXも、自分の量刑を軽くしたいとの思いも手伝って28日に共犯者として知人ら5人の名を挙げた。この供述に基づき、同日に人夫の男性A（当時23歳）、男性B（当時21歳）、男性C（当時22歳）、男性D（当時24歳）の計4人が、29日に人夫の阿藤周平（当時24歳）が逮捕された。阿藤とCには窃盗の、Aには強盗と窃盗の前科があった。
Xは、阿藤の主導により6人が共謀して行ったものであり、自分は従犯だったと供述したが、ほどなくアリバイが成立したDが釈放され、2月1日に供述を5人での共謀に変更した。
その後、阿藤、A、B、Cは取調室の密室で拷問を受け犯行を自供した。

## 裁判の経過・結果
| 判決日         | 裁判所   | 判決                 | X                 | 阿藤          | A             | B             | C             |
| -------------- | -------- | -------------------- | ----------------- | ------------- | ------------- | ------------- | ------------- |
| 1952年6月2日   | 山口地裁 | 全員有罪             | 無期懲役          | 死刑          | 無期懲役      | 無期懲役      | 無期懲役      |
| 1953年9月18日  | 広島高裁 | 全員有罪             | 無期懲役 （確定） | 死刑          | 懲役15年      | 懲役12年      | 懲役12年      |
| 1957年10月15日 | 最高裁   | 事実誤認として差戻し | －                | －            | －            | －            | －            |
| 1959年9月23日  | 広島高裁 | X単独犯行で4人は無罪 | －                | 無罪          | 無罪          | 無罪          | 無罪          |
| 1962年5月19日  | 最高裁   | 破棄差戻し           | －                | －            | －            | －            | －            |
| 1965年8月30日  | 広島高裁 | 全員有罪             | －                | 死刑          | 懲役15年      | 懲役12年      | 懲役12年      |
| 1968年10月25日 | 最高裁   | X単独犯行で4人は無罪 | －                | 無罪 （確定） | 無罪 （確定） | 無罪 （確定） | 無罪 （確定） |

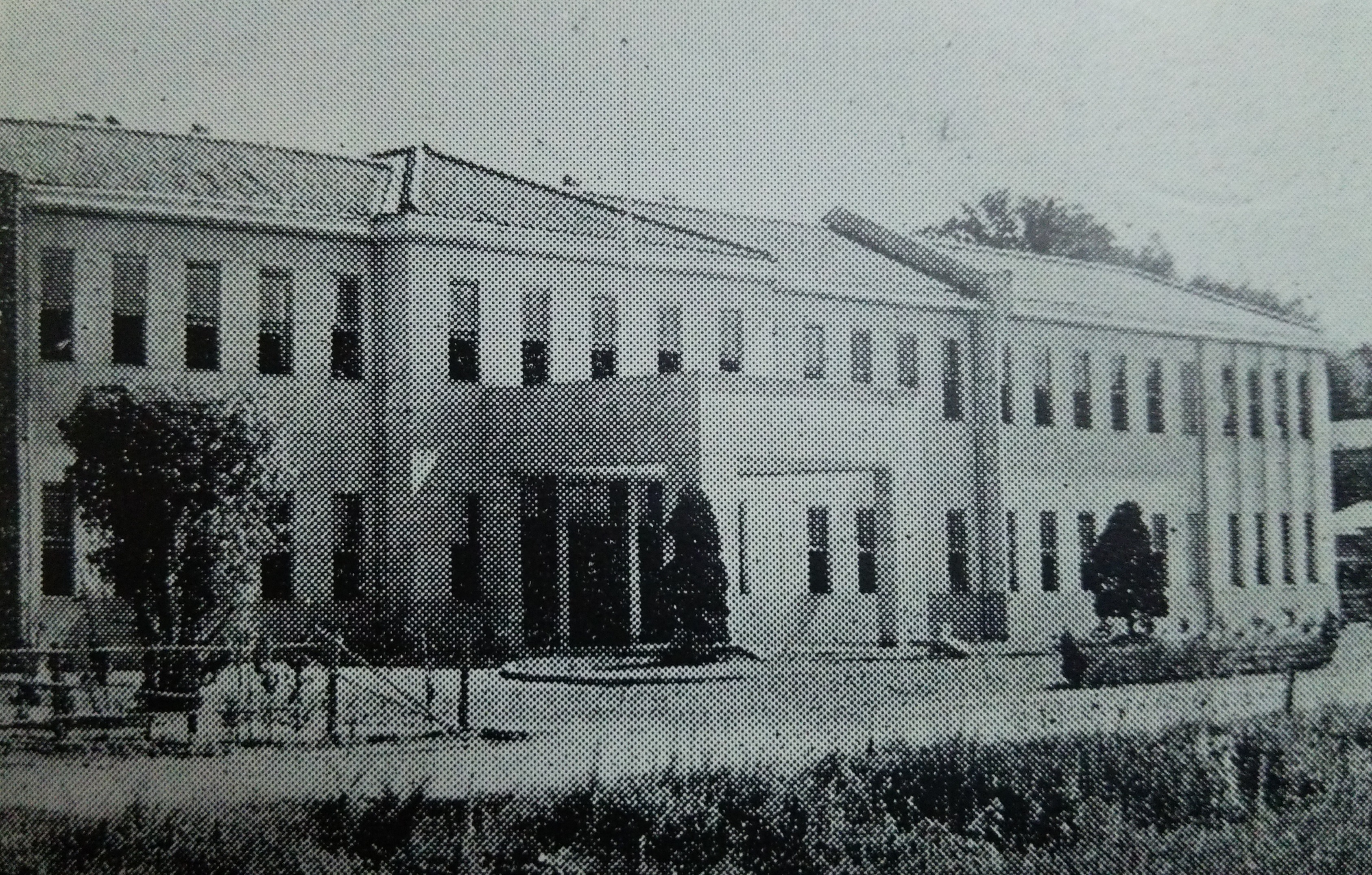
一審裁判所の山口地裁岩国支部

裁判ではXが自らに関する起訴事実を認めた。しかし阿藤、A、B、Cは、捜査段階で警察官に拷問され虚偽の供述をさせられたが、自分はこの事件に関していかなる関与もしていない、無実である、と主張した。
またXは無期懲役が確定した1965年以降、自分の単独犯である旨の上申書を刑務所から17通最高裁に送っている。しかし、Xが別の共犯者をでっち上げる、他人の獄中手記を剽窃するなどの問題を起こしており、また単独犯行の供述を撤回し5人での共謀を再び主張するなどしたためまともに取り合われず、全て刑務所職員が破棄していたことが後に判明した。
裁判は以下の経過を辿り、最終的にXの無期懲役判決と阿藤、A、B、Cへの無罪判決が確定した。
- 1952年6月2日、山口地裁は阿藤に死刑判決を、X、A、B、Cに無期懲役の判決を下した。阿藤、A、B、Cは無実を主張して控訴し、検察官はX、A、B、Cに対する量刑が無期懲役では軽いという理由で死刑を求めて控訴した。（検察は全員に死刑を求刑）
- 1953年9月18日、広島高裁（第一次）は地裁の事実認定を支持。阿藤を死刑、Xを無期懲役としたが、他の3人は減刑され、Aを懲役15年、BとCを懲役12年とした。Xは上告せず、検察官もXに対しては上告せずXの無期懲役が確定した。阿藤、A、B、Cは無実を主張して上告した。
  - この判決後、阿藤、A、B、Cが無実であると認識した正木ひろし、原田香留夫両弁護士が弁護団に加わった。
- 1957年10月15日、当時の調査官寺尾正二の判断により、最高裁（第一次）は審理を高裁へ差し戻した[要出典]。
  - この判決後、検察側は阿藤、A、B、Cに有利な証言をしていた証人たちを偽証容疑で次々と逮捕。彼らはごく一部の証人を除き阿藤らのアリバイを否定する証言に転じた[7][注 1]。
- 1959年9月23日、広島高裁（第二次）はこの事件をXの単独犯行と認定。阿藤、A、B、Cに無罪判決を下し、4人は8年8ヶ月間の身柄拘束から釈放された。検察は上告した。
- 1962年5月19日、最高裁（第二次）は審理を高裁へ差し戻した。佐々木哲蔵を団長に全国172人の弁護団が組まれた（最終的には300人）[9]。
- 1965年8月30日、広島高裁（第三次）は第一次高裁と同じく、阿藤に死刑、Aに懲役15年、BとCに懲役12年の判決を下した。阿藤、A、B、Cは無実を主張して上告した。
- 1968年10月25日、最高裁（第三次）はこの事件をXの単独犯行と判断。阿藤、A、B、Cに無罪判決を下して、この判決が確定した（破棄自判）。

## 影響
第一次控訴審判決後、正木ひろし弁護士は『裁判官　―人の命は権力で奪えるものか―』を、原田香留夫弁護士は『真実　―八海裁判記―』をそれぞれ発表し、この裁判の冤罪性を国民に訴えた。さらに、その冤罪説に対し4人に有罪を下した山口地裁の裁判長判事・藤崎晙が「裁判官は弁明せず」の伝統を破り『八海事件　―裁判官の弁明―』や『証拠　―続八海事件―』という反論本を出版し注目されたが、同書籍は集合時間などについて自身の判決から訂正・再訂正をする形になったため批判を浴びることになった。
1956年、映画監督の今井正は正木の著書をもとに映画『真昼の暗黒』を制作して、この裁判の冤罪性を国民に訴えた。1963年には1回目の無罪判決後結婚した阿藤の妻を題材に朝日テレビのルポルタージュ『死刑囚の妻』が全国放映された。
裁判は地裁から第三次最高裁まで、被告人阿藤、A、B、Cに対して、7回の判決で有罪→無罪→有罪→無罪と事実認定が変遷し、起訴から判決確定まで17年を要した長期裁判となった。

## その後
1971年（昭和46年）、無期懲役判決を受けて広島刑務所で服役していたXは事件以来20年8ヶ月ぶりに仮出所となった。Xは鉄工所に勤務しながら原田弁護士の事務所をたびたび訪問し、4人への謝罪行脚も行った。その後、仮釈放中のXは1976年（昭和51年）に広島県で27歳の男性を絞め殺そうとした容疑で逮捕され、殺人未遂罪で起訴されて裁判中の1977年（昭和52年）7月11日に49歳で病死した。
阿藤は1968年に手記『八海事件獄中日記』（朝日新聞社）を発表し、大阪市内で運送業を営むかたわら死刑廃止運動に奔走していたが、2011年（平成23年）4月28日、肝臓がんのため84歳で死去した。
日本の裁判では判決後に裁判所の外でマスコミなどに結果（勝訴、敗訴）や主張（不当判決）が書かれた紙（垂れ幕、びろーん）を被告や原告の関係者が広げて見せる行為が定着しているが、弁護士ドットコムの調査では新聞で確認できる最も古い記録が本判決の第三次上告審で掲げられた「無罪」の垂れ幕であるという。
『中日新聞』は1988年（昭和63年）2月、富山・長野連続女性誘拐殺人事件の第一審判決（男女2人の共犯事件とされたが、被告人の女が単独犯とされて死刑を宣告された一方、共犯と疑われた男性は無罪を宣告された）を受け、社説で「刑を軽くしようとする真犯人が、無実の人を共犯者に仕立てあげる恐れ」があることを指摘した上で、その実例の1つとして本事件を挙げている。